# Kaiserlich Iranische Landstreitkräfte
Die Kaiserlichen Iranischen Landstreitkräfte oder auch Kaiserlich Iranische Armee (persisch نیروی زمینی شاهنشاهی ایران; englisch Imperial Iranian Ground Forces (IIGF)) bildeten von 1921 bis 1979 das Heer der Streitkräfte des Kaiserreichs Iran unter der Kadscharen und Pahlavi-Dynastie.
Die Landstreitkräfte stellten die erste einheitliche Armee Irans in der Neuzeit dar und bildeten die größte Teilstreitkraft der Kaiserlich Iranischen Streitkräfte. Obwohl die Armee mit der Gründung einer eigenen Luftwaffe 1923 und Marine 1932 ab 1955 ausschließlich das Heer umfasste, stand der Begriff Kaiserlich Iranische Armee in der allgemeinen Wahrnehmung oftmals für die gesamten iranischen Streitkräfte.
Die Kaiserlich Iranischen Landstreitkräfte galten – trotz erheblicher struktureller Mängel – bis zur Islamischen Revolution als die größte und schlagkräftigste Armee des Nahen Ostens und bildeten mit den beiden anderen Teilstreitkräften auf ihrem Höhepunkt die fünftgrößte Militärmacht der Welt. Mit dem Sturz des letzten Schah Mohammad Reza Pahlavi und der Abschaffung der Monarchie 1979 wurden sie durch die Armee der Islamischen Republik Iran abgelöst und infolge der anschließenden revolutionären Unruhen mit Massendesertionen und -exekutionen sowie durch den späteren Ersten Golfkrieg (1980–1988) personell und materiell stark dezimiert.

## Geschichte

### Entstehung
Seit dem antiken Perserreich bestand in Iran eine nationale Armee. Sie existierte unter verschiedenen Bezeichnungen und war in ihrer Geschichte immer wieder einschneidenden Veränderungen und Umstrukturierungen unterworfen. Seit den letzten militärischen Eroberungen unter Nader Schah stellten sich keine militärischen Erfolge ein. Ab dem 18. Jahrhundert befand sich das iranische Militärwesen im steten Niedergang.
Nach den verlorenen Kriegen der Safawiden gegen das Osmanische Reich sowie den Russisch-Persischen Kriegen, die zu erheblichen Gebietsverlusten Persiens geführt haben, versuchte die nachfolgende Dynastie der Kadscharen im 18. und 19. Jahrhundert das iranische Heer nach westlichem Vorbild zu modernisieren. Diese Bemühungen erwiesen sich aber aufgrund zahlreicher innenpolitischer Widerstände als nur begrenzt erfolgreich.
Ein großes Erschwernis beim Angehen tiefgreifender Militärreformen bildeten die im Militärapparat weit verbreitete Korruption unter Beamten und Offizieren sowie die divergierenden strategischen Interessen der beiden angrenzenden Großmächte des Russischen Reiches sowie des britischen Weltreichs (Siehe Great Game). Iran spielte aufgrund seiner strategischen Lage und durch seine später entdeckenden Erdöl-Vorkommen für beide Mächte eine Schlüsselrolle in der Region. Mehrere Versuche, aus Iran ein britisches oder russisches Protektorat zu machen, scheiterten aber.
Zu Beginn des 20. Jahrhunderts befand sich das iranische Heer – trotz eingeleiteter Reformen – in einem desolaten Zustand. Während Iran in der Herrschaftszeit von Mozaffar ad-Din Schah insgesamt 150.000 Soldaten und 50.000 Reservisten nominell vorweisen konnte, war zu Beginn des Ersten Weltkriegs 1914 nur ein Bruchteil dieser Truppen überhaupt einsatztauglich. Die wenigen verfügbaren Kräfte bildeten keine wirksame Streitmacht, die eine Invasion moderner und gut ausgerüsteter ausländischer Armeen hätte effektiv bekämpfen und abwehren können. Vielen iranischen Offizieren fehlten Kenntnisse über moderne Militärdoktrinen, die meisten Soldaten waren schlecht ausgebildet und diszipliniert und die Kampfmoral allgemein niedrig. Die militärische Ausrüstung des Heeres war größtenteils veraltet und von minderer Qualität. Ebenfalls wurden die bestehenden Waffenbestände schlecht verwaltet. Die letzten militärischen Akquisitionen waren österreichisch-ungarische Artilleriegeschütze, die 1898 an Iran geliefert worden waren. Neue Verhandlungen über weitere Käufe wurden 1901 geführt.
Die instabile innenpolitische Lage nach der konstitutionellen Revolution von 1906 sowie der darauffolgende Erste Weltkrieg, in dem das neutrale Persien ab 1915 Kriegsschauplatz wurde und bis 1921 zeitweise von britischen, osmanischen und russischen Truppen besetzt war, rieben die iranische Armee in ihrer Mehrheit auf. Schließlich bestand am Ende des Krieges keine einheitliche Kommandostruktur mehr. Das iranische Heer umfasste 1918 noch 22.800 Mann und war in vier verschiedene (Teil)Streitkräfte, die jeweils unterschiedliche Interessen verfolgten, unterteilt:
- die «Nationale Armee» der Kadscharen und der kaiserlichen Zentralregierung in Teheran (die reguläre iranische Armee)
- die Persische Kosakenbrigade (russisch dominiert, ca. 7.000 Soldaten (1918))
- die South Persia Rifles (SPR) (britisch dominiert)
- die Persische Gendarmerie (unter schwedischem Kommando, ca. 12.000 Soldaten (1918))

Die Nationale Armee wurde zusätzlich noch von lokalen Provinz- und Stammeskräften unterstützt, deren Zuverlässigkeit im Ernstfall jedoch höchst fraglich war, da sie sich gegen jegliche Zentralisierung- und Vereinheitlichungsbemühungen der Zentralregierung in Teheran stellten.
Als Reza Shah am Putsch vom 21. Februar 1921 in Teheran teilnahm und Kriegsminister im Kabinett der Premierminister Hassan Mostofi und Hassan Pirnia wurde, gliederte er am 6. Dezember 1921, die Gendarmerie und die persischen Kosakenbrigade in die Nationale Armee ein und vereinigte sie zu einer einzigen Streitmacht. Die South Persia Rifles (SPR) waren bereits zwei Monate zuvor im Oktober 1921 von den Briten aufgelöst worden. Zahlreiche iranische Offiziere und Truppen der ehemaligen SPR traten in den Dienst der neuen „Kaiserlich Iranischen Armee“, die die Rechtsnachfolgerin der Nationalen Armee der Kadscharen wurde.

### Aufbau eines modernen Heerwesens

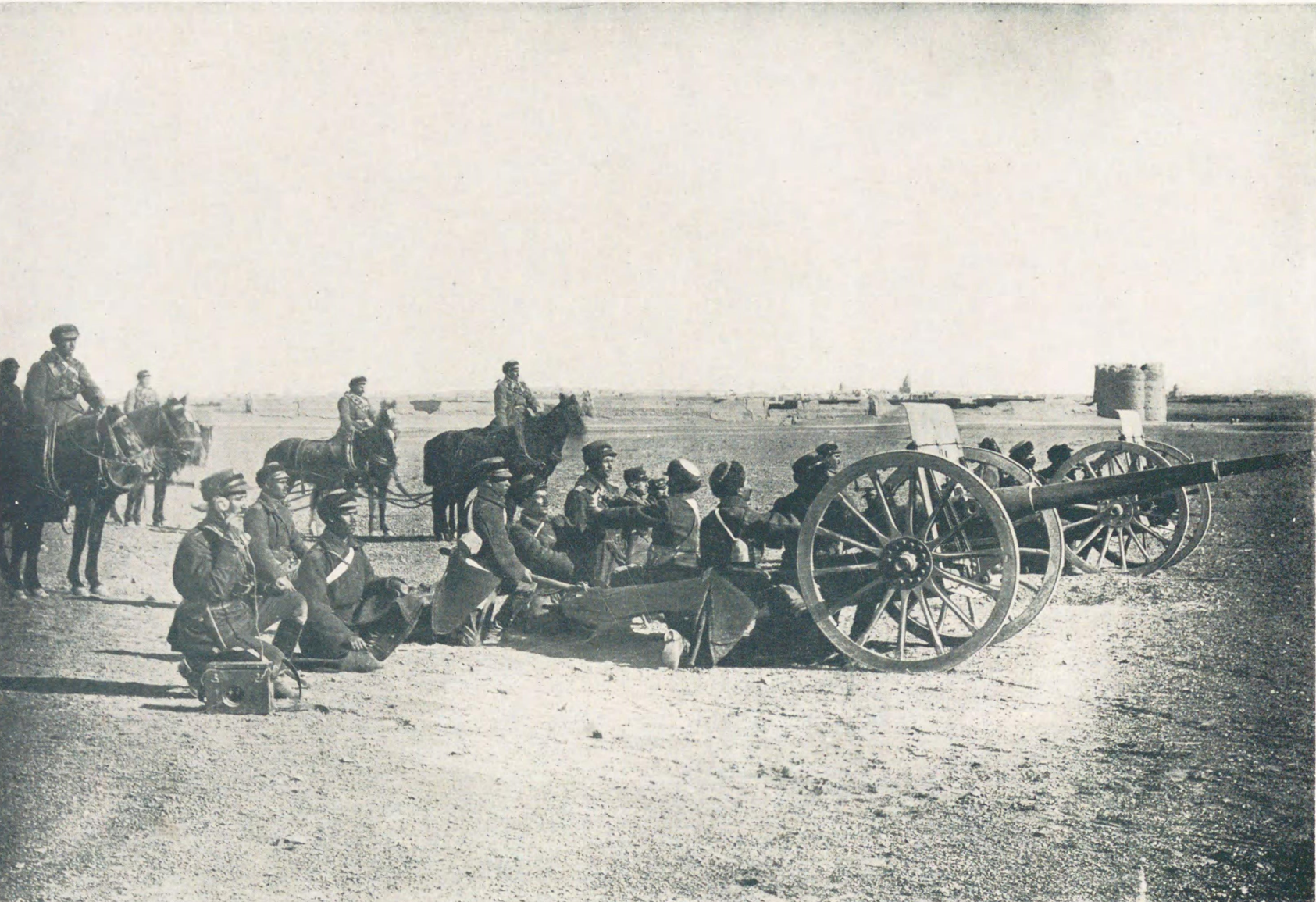
Iranische Artillerietruppen (1931)

1922 war die Bildung einer einzigen einheitlichen iranischen Armee, die allein dem iranischen Staat verpflichtet war, abgeschlossen und damit eines der Hauptziele der konstitutionellen Bewegung erreicht.
Am 5. Januar 1922 wurde die Bildung von fünf Divisionen, die jeweils aus 10.000 Mann bestehen sollten, beschlossen. Das iranische Heer gliederte sich ab 1922 in fünf Divisionen und wuchs auf über 40.000 Mann an.
Mit der Machtübernahme der Pahlavi-Dynastie 1925 arrivierte die Aufrüstung und Modernisierung der iranischen Armee zum Hauptanliegen des neuen Herrschers Reza Shah Pahlavi.
Unter Reza Shah wurden moderne Kriegsmittel, wie britische Flugzeuge, italienische Kanonenboote und Zerstörer sowie Munition aus dem Deutschen Reich, Schweden und der Tschechoslowakei beschafft, ein modernes Kriegsministerium mit entsprechender Ministerialverwaltung in Teheran begründet sowie mit dem Aufbau einer eigenen Luftwaffe (1923 gegründet) und Marine (1932 gegründet) begonnen. Gleichzeitig wurde die Schaffung einer indigenen Rüstungsindustrie gefördert sowie der Bau von Rüstungsfabriken subventioniert. Die Ausbildung von Sicherheitskräften zur Sicherstellung der öffentlichen Ordnungen wurde ebenfalls angegangen und Stipendien für Militärkadetten, die zum Studium an europäischen Militärakademien ins Ausland geschickt wurden, vergeben.
Das rapide Wachstum der Armee bildete eine wichtige Grundvoraussetzung zur Wiedererlangung der iranischen Souveränität, die mit dem Ersten Weltkrieg teilweise verloren gegangen war. Als Teil seiner Gesellschaftsreformen entließ Reza Shah fast alle ausländischen Offiziere aus dem Armeedienst. Die wenigen, die danach noch in der iranischen Armee dienten, stammten entweder aus Schweden oder waren ehemals Offiziere der Kaiserlich Russischen Armee, die im Russischen Bürgerkrieg vor den Bolschewiki geflohen waren und die iranische Staatsbürgerschaft angenommen hatten.
Gleichzeitig wurden viele Kadetten ins Ausland geschickt, hauptsächlich an französische Militärakademien. Infolgedessen waren die entstehenden militärischen Institutionen der iranischen Armee stark von dem in Frankreich vorherrschenden Stil und der Organisation beeinflusst. Der Madschles (Parlament) ermächtigte den Kriegsminister erstmals 1922, 60 Kandidaten an französische Militärakademien zu entsenden.
Zusätzlich wurden ernsthafte Versuche unternommen, mit der Armee im Rahmen des «nation-building» ein nationales Modell zur politischen Integration zu schaffen. Die neue und westlich geprägte bewaffnete Macht sollte in ihrer Tradition an das vorislamische Iran anknüpfen. 1936 wurden nach westlichem Vorbild neue Regelungen zu Beförderungen, Gehältern, Renten, Versicherungen und dem Ruhestand eingeführt und alle Namen und Bezeichnungen in der Armee „iranisiert“.
In weniger als zwei Jahrzehnten wurde der Bestand an Gewehren und Artilleriegeschützen verzehnfacht, wobei sich die Maschinengewehrbestände um etwa das 120-fache erhöhten. Vor Beginn des Zweiten Weltkriegs besaß Iran ungefähr 300.000 Gewehre, 350 Artilleriegeschütze (hauptsächlich leichte und mittlere Kaliber, einige davon motorisiert) sowie 6000 schwere und leichte Maschinengewehre. Die meisten Einheiten der iranischen Armee waren mit modernen Gewehren und Maschinengewehren ausgerüstet. Obwohl Iran unter Reza Schah den Großteil aller Waffen aus dem Ausland importierte, stieg der Anteil der Ausrüstung, der aus iranischer Eigenproduktion stammte, bis 1941 stetig an.
In der Zeit von 1922 bis 1941 gelang es Iran auch, nach europäischem Vorbild moderne Panzertruppen aus Panzern und Kampffahrzeugen aufzustellen. Die ersten Panzer, die 1925 nach Iran kamen, waren die französischen leichten Panzer Renault FT sowie der aus US-amerikanischer Produktion stammende leichte Panzer der Marke Marmon-Herrington.
Zu Beginn der anglo-sowjetischen Invasion am 25. August 1941 verfügte Iran über eine Streitmacht von 200 Panzern. Die modernsten Panzer waren zu dieser Zeit die leichten Panzer ČKD-Praga AH-IV und ČKD-Praga TNH, die ab 1937 von der Tschechoslowakei an Iran geliefert wurden und sich als äußerst populär in iranischen Fachkreisen erwiesen. Die Panzertruppen wurden durch 102 gepanzerte Fahrzeuge, darunter durch mit Vickers-Maschinengewehren bewaffnete Panzerwagen der britischen Marke Rolls-Royce aus Britisch-Indien sowie durch das leistungsstärkere, aus den USA stammende, Modell LaFrance TK-6, unterstützt.
Trotz der Schaffung eines Panzerkorps war die iranische Armee für schnelle Angriffe und Manöver weiterhin auf ihre Kavallerie angewiesen, was vor allem an der fehlenden Kampferfahrung des iranischen Panzerkorps lag. Zwar gab es in Iran eine Reihe qualifizierter Offiziere, die in der europäischen Tradition der Panzerkriegsführung geschult worden waren, diese konnten oftmals nicht in höheren Befehlsebenen aufsteigen. Auch blieb die Artillerie veraltet und setzte Ausrüstung wie die schwedische Bofors 75 mm Modell 1929-Flugabwehr und französische Canon de 75 mm modèle 1912 Schneider-Feldgeschütze ein.
1926 und 1938 wurden die Wehrpflicht und das Rekrutierungssystem ausgeweitet, womit die Personenstärke des Heeres bis 1930 schrittweise auf rund 85.000 Mann erhöht werden konnte. Die Armee wurde zusätzlich durch eine neu errichtete Kaiserlich Iranische Gendarmerie unterstützt, die die Nachfolge der 1921 aufgelösten Persischen Gendarmerie antrat und anfangs rund 12.000 Soldaten zählte. Sie bestand bis 1979 (bzw. bis 1991).
1937 zählte die Kaiserliche Armee rund 105.000 Soldaten.

### Zweiter Weltkrieg

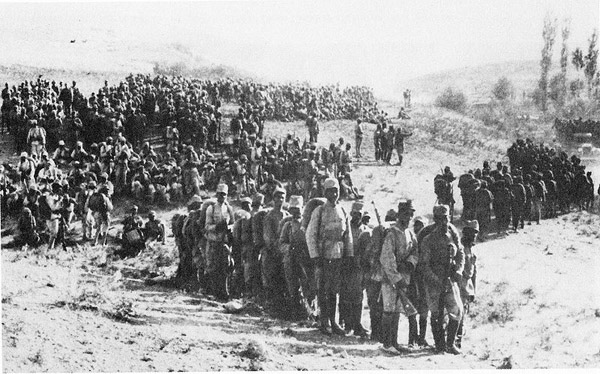
Iranische Soldaten in der Nähe von Kermānschāh (August 1942)

Zu Beginn des Zweiten Weltkriegs stellte die iranische Armee insgesamt 16 Divisionen auf, die sich aus 126.000 aktiven Soldaten zusammensetzten. Hinzu kamen noch 400.000 Reservisten. Die iranische Armee war damit fünfmal so groß wie ursprünglich und galt allgemein als gut ausgebildet und ausgerüstet.
Obwohl Iran, unmittelbar nach Ausbruch des Krieges, am 3. September 1939 seine Neutralität erklärt hatte, starteten britische und sowjetische Truppen die Invasion Irans, die vom 25. August bis 17. September 1941 dauerte. Die britische und sowjetische Regierung hatten vor der Invasion darauf insistiert, dass der Schah die deutschen Staatsangehörigen aus Iran ausweisen sollte und die Lieferung von Kriegsgütern an die Sowjetunion über iranisches Territorium erlauben sollte. Beides erwies sich für Pahlavi als inakzeptabel. Er und die Armeeführung hegten Sympathien für das nationalsozialistische Deutsche Reich, welches am Vorabend zum Weltkrieg zum wichtigsten Handelspartner Irans aufgestiegen war.
Als Reaktion auf die bevorstehende Invasion mobilisierte die iranische Armee neun Infanteriedivisionen, wurde jedoch von den alliierten Streitkräften bereits nach drei Tagen Gefecht überwältigt, während die junge Luftwaffe und die Marine beinahe völlig zerstört wurden.
Mit der Kriegsniederlage desertierten Tausende von Wehrpflichtigen und Reza Shah verlor mit der Armee seine institutionelle Machtbasis. Iran wurde in zwei Besatzungszonen geteilt und der Schah zur Abdankung gezwungen. Er dankte am 16. September 1941 zu Gunsten seines Sohnes Mohammad Reza ab und ging ins Exil. Dem neuen Shah war es zunächst nicht möglich, das Militär in der Tradition seines Vaters wieder aufzubauen und einzusetzen.
1942 ließ der Schah die Kaiserlich Iranische Garde als persönliche Leibwache gründen und lud im gleichen Jahr die Vereinigten Staaten ein, eine Militärmission zum Wiederaufbau des Heeres zu entsenden. Die amerikanische Beteiligung am Aufbau der iranischen Armee begann 1942 mit einer kleinen Mission namens GENMISH, die den Auftrag hatte, die iranische Gendarmerie auszubilden. 1947 wurde dem iranischen Kriegsministerium eine weitere Mission unter dem Namen ARMISH zugewiesen, um die iranische Armee auszubilden.
Am 29. Januar 1942 schloss Iran mit der Sowjetunion, Großbritannien und den Vereinigten Staaten das Drei-Mächte-Abkommen, in dem diesem die territoriale Integrität garantiert wurde und Wirtschaftshilfe für die Nachkriegszeit versprochen wurde. Auf der Teheran-Konferenz wurde dieser Status bestätigt. Der Schah erreichte in separaten Sondierungen gewisse Lockerungen in der Besatzungs- und Militärpolitik.
Am 9. September 1943 gab Iran seine Neutralität offiziell auf und trat auf der Seite der Alliierten in den Zweiten Weltkrieg ein. Iranische Truppen nahmen aber an keinen Kampfhandlungen teil.

### Nachkriegszeit und der Staatsstreich von 1953
Am 12. Dezember 1945 wurden – nach wochenlangen gewaltsamen Zusammenstößen – die von der Sowjetunion unterstützte separatistische Autonome Republik Aserbaidschan und eine Kurdische Volksrepublik im Norden Irans ausgerufen. Iranische Truppen, die zur Niederschlagung der Aufstände entsandt wurden, wurden zunächst von Einheiten der Roten Armee, die den Rückzug aus Iran verweigerte, daran gehindert. Erst im Mai 1946 zogen sie die sowjetischen Truppen auf US-amerikanischen Druck hin aus Iran zurück (Siehe Irankrise). Schließlich konnte die iranische Armee – trotz weiterhin bestehender struktureller Schwächen und Demoralisierung – die Sezessionsbewegungen in den beiden Provinzen 1946 erfolgreich niederwerfen.
Mit der erneuten Wahl von Mohammad Mossadegh zum Premierminister am 27. Juli 1952 erhielt er vom Parlament die Notbefugnis, per Dekret zu regieren. Während seiner Amtszeit übernahm Mossadegh auch das Portfolio des Kriegsministers und disputierte sich mit dem Schah um die Kommandogewalt in der Armee. Er ordnete die Umbenennung des Kriegsministeriums in „Ministerium für nationale Verteidigung“ an. Mit der Flucht des Schahs ins Ausland am 16. August 1953 übernahm Mossadegh de facto auch den Oberbefehl über die Armee: Er ernannte neue Kommandeure für die Armee und Polizei und versetzte viele königstreue Offiziere in den Zwangsruhstand.
Mit dem Staatsstreich von 1953 wurde Mossadegh gestützt und der Schah konnte auf seien Thron zurückkehren. Mit der Entlassung von General Fazlollah Zahedi, der Mossadegh als Premier abgelöst hatte, und zuvor die militärische Opposition gegen diesen angeführt hatte, übernahm der Schah 1955 wieder den direkten und vollen Befehl über das Militär. Durch die Aufdeckung einer von der Tudeh-Partei gebildeten Verschwörer-Zelle, der mehrere hundert Offiziere und Unteroffiziere angehörten, zeigte sich nach dem Staatsstreich, inwieweit der Schah die Kontrolle über die Armee verloren hatte.
1955 trat Iran dem – von den USA orchestrierten – Bagdad-Pakt (CENTO) bei. Zeitgleich wurden erste größere Anstrengungen zur Modernisierung und Aufrüstung der Armee und Sicherheitskräfte unternommen. Durch die Umstrukturierung und Verstärkung der Polizei und Gendarmerie verringerte sich die Rolle der Armee als Hüterin der öffentlichen Ordnung in Iran.
1963 musste die Armee schwerwiegende städtische Unruhen und Stammesaufstände gegen die vom Schah inszenierte Reformprogramm der Weißen Revolution niederschlagen.
Der Armee kamen im Rahmen der Reformen viele zivile Aufgaben in den Bereichen Bildung, Gesundheit und Infrastruktur zu, etwa bei der Agrarentwicklung, dem Bau von Straßen, öffentlichen Bädern, Schulen, der Verbesserung der Präventivmedizin und Unterricht in rudimentärem Lesen und Schreiben. Im Bereich der Justiz hatten Militärgerichte die Befugnis, über eine Reihe von Fällen zu richten, in denen die Anklage auf Hochverrat, bewaffneter Raubüberfall sowie Drogenhandel lautete. Die Verfahren wurden in der Regel im Eilverfahren geführt und die verhängten Strafen waren meist schwerwiegend. Die Armee sammelte auch Personeninformationen und arbeitete eng mit der staatlichen Sicherheitsbehörde SAVAK zusammen. Die meisten der Gründungsmitglieder oder Mitarbeiter der SAVAK stammten ebenfalls aus der Armee. Militärische Beamte untersuchten auch als Teil der nationalen Aufsichtsbehörde Ineffizienz und Korruption in der Zivilbürokratie.

### Aufrüstung

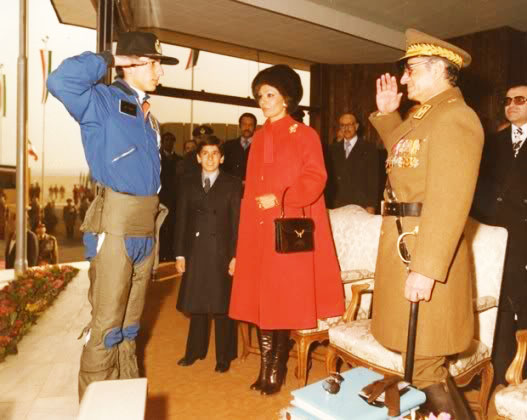
Mohammed Reza Pahlavi in Heeresunifrom mit seinen Söhnen Reza und Ali-Reza sowie Kaiserin Farah (1977)

In den letzten beiden Jahrzehnten der Herrschaft des Schah veränderte sich die geopolitische Lage für Iran erheblich: 1959 trat der Irak, nachdem ein Militärputsch zur Abschaffung der Monarchie der Haschimiten geführt hatte, aus dem gemeinsamen Bündnis der CENTO aus. Die 1963 an die Macht gekommene Baath-Partei suchte vermehrt die Anlehnung an die Sowjetunion und unterzeichnete mit dieser 1972 einen Freundschaftsvertrag. Der Irak gewährte zudem iranischen Oppositionellen Asyl und unterstützte offen sezessionistischen Bewegungen in den Provinzen Chuzestan, Sistan und Belutschistan sowie die demokratische Partei Kurdistans. 1976 schlossen der Irak und die Sowjetunion ein militärisches Abkommen im Umfang von 4.5 Milliarden US-Dollar, das die Lieferung von Kampfflugzeugen, Raketen und Panzern sowie militärische Unterstützung vorsah und den Irak – nach Ägypten – zum größten Empfänger sowjetischer Waffen in der Dritten Welt machte. Der 1973 erfolgte Sturz der befreundeten Monarchie in Afghanistan von Mohammed Zahir Schah, der dritte indisch-pakistanische Krieg, in dem sich Bangladesch mit der Unterstützung Indiens von Pakistan loslöste, sowie die im Jom-Kippur-Krieg 1973 offen zu Tage getretene Abhängigkeit Ägyptens und Syriens von der Sowjetunion führten zu einem erheblichen Kurswechsel der iranischen politischen Entscheidungsträger hin zu einer aggressiveren Außenpolitik, die eine in der Region beispiellose Aufrüstung zur Folge hatte. Der Schah strebte nun offen eine iranische Hegemonie am Persischen Golf sowie die Schaffung einer iranischen Einflusszone in West-Asien an und verkündete, die iranischen Streitkräfte zur besten, nicht-atomaren Streitkraft aufbauen zu wollen. Iran sollte auf militärischem Gebiet eine Großmacht werden.
Bis 1971–72 erreichte die iranische Armee mit der Anschaffung von Großwaffen eine erhebliche Steigerung ihrer militärischen Schlagkraft. In der Region am Persischen Golf hatten der Kauf hochentwickelter militärischer Ausrüstung sowie das Ende der britischen Präsenz im Nahen Osten Iran eine beherrschende Stellung gebracht und zur führenden Militärmacht in Südwestasien gemacht. Die nun 191.000 Mann starke Armee bestand aus mehreren Panzerdivisionen, fünf Infanteriedivisionen (von denen einige mechanisiert waren), einer unabhängigen Panzerbrigade, einem Flugabwehrraketen-Bataillon mit Hawk-Raketen, 2060 Panzern (einschließlich M47-Kampfpanzer und 800 Chieftain-Panzer) sowie einer Flotte von 84 Kampfhubschraubern und 39 Flugzeugen, die hauptsächlich für den Transport eingesetzt wurde. Die Armee besaß auch viele fortschrittliche Waffen wie der Panzerabwehrlenkwaffe BGM-71 TOW. 1962 wurde die Imperial Iranian Army Aviation (IIAA) als fliegender Verband des Heeres aufgestellt, die hauptsächlich mit amerikanischen Flugzeugtypen ausgestattet wurde.
Bis 1977 steigerte die Armee ihre Mannstärke nochmals auf etwa 220.000 Mann und organisierte sich in drei Panzerdivisionen mit jeweils sechs Panzerbataillonen und fünf mechanisierten Infanteriebataillonen, vier weitere Infanteriedivisionen, vier unabhängige Brigaden, darunter eine Luftwaffenbrigade, eine Spezialeinheit und zwei Infanterieeinheiten sowie aus dem neu eingerichteten Army Aviation Command. Bis 1982 wurden 700 Kampfhubschrauber und 60 Starrflügelflugzeuge eingesetzt und der Bestand an Kampfpanzern auf rund 3356 gesteigert, einschließlich der 1500 britischen Lions of Iran-Sonderanfertigungen für den Schah.
Die Modernisierung der iranischen Streitkräfte erfolgte mit starker amerikanischer Unterstützung. 1950 begannen die Vereinigten Staaten mit einem Militärhilfeprogramm, das vor allem die Ausbildung der Truppe und Waffenbeschaffungen beinhaltete und erst 1967 beendet wurde. Die USA entsendeten neben offiziellen amerikanischen Militärvertretern auch zivile Techniker, deren Anzahl 1977 2728 betrug, und deren Entlohnung größtenteils von der iranischen Regierung getragen wurde.
Das Verhältnis zwischen den beiden Ländern war – trotz intensiver militärischer Kooperation – nicht immer spannungsfrei: während der Amtszeit von Präsident John F. Kennedy kühlten die Beziehungen zwischen den beiden Ländern merklich ab. Unzufrieden mit dem Ausmaß der Militärausgaben, den dauerhaften Haushaltsdefiziten und dem Fehlen von sozialen Reformen reduzierte die Kennedy-Administration 1962 ihre jährlichen Unterstützungsbeiträge für Iran. Der Schah erlaubte es den USA während der Kubakrise hingegen nicht, Raketen auf iranischem Boden zu stationieren. 1967 unterzeichnete Iran mit der Sowjetunion ein Waffenkaufabkommen im Wert von 100 Mio. US-Dollar, woraufhin die Beendigung der US-Wirtschaftshilfe erfolgte. 1969 sprach sich der Schah gegen die fortgesetzte Nutzung der Marineeinrichtungen in Bahrain, auf das Iran bis 1970 Ansprüche erhob, durch die USA aus, nachdem die Briten den Persischen Golf verlassen hatten. Die Beziehungen zu den Vereinigten Staaten verbesserten sich erst mit der Verkündung der Nixon-Doktrin vom 25. Juli 1969, wonach die regionalen Mächte gestärkt werden sollten, um sich und ihre Nachbarn ohne direkte militärische Intervention der USA zu verteidigen zu können.
Am 30. November 1971 besetzten iranische Truppen die Insel Abu Musa und die Tunb-Inseln, auf die Iran seit langem historische Ansprüche erhoben hatte. Die Inseln in der Mündung der Straße von Hormuz waren für Iran von großem strategischem Interesse, da er mit ihnen den sie Zugang zum Persischen Golf kontrollieren konnte. 1972 wurde auf Ersuchen des Sultans Qabus bin Said ein iranisches Militärkontingent nach Oman geschickt. Die Eingreiftruppe der Imperial Iranian Task Force (IITF) sollte einen Aufstand mehrere linker Guerillagruppen in der Dhofar-Provinz niederschlagen. Der Schah entsandte eine Brigade von 1200 Soldaten mit eigenen Hubschraubern, um die omanischen Streitkräfte zu unterstützen. 1974 wurde das iranische Expeditionskorps nochmals auf 4000 Soldaten erhöht. Die IITF blieb bis im Dezember 1975 in Oman stationiert.

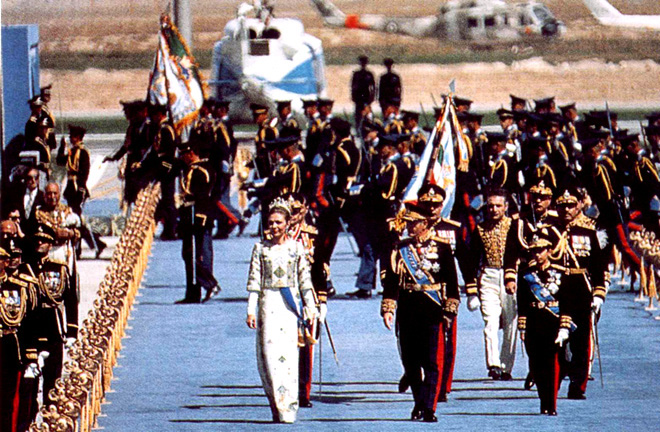
Die kaiserliche Familie und iranische Soldaten in Paradeuniform während der 2500-Jahr-Feier der Iranischen Monarchie (1971)

Während der Oman-Expedition wurden die stationierten iranischen Truppen regelmäßig ausgetauscht, damit möglichst vielen iranischen Truppen Kampferfahrung sammeln konnten. Die Verluste waren jedoch hoch: 1976 starben beispielsweise 200 iranische Militärangehörige während einer Aktion. Insgesamt dienten rund 15.000 Soldaten in Oman, 500 davon starben.
Nach dem Jom-Kippur-Krieg waren 400 iranische Truppen als Teil der United Nations Disengagement Observer Force auf den Golanhöhen stationiert.
1976 wurden Angehörige der iranischen Streitkräfte nach Pakistan entsandt, um dessen Streitkräfte bei der Niederschlagung mehrerer Aufstände belutschischer Nationalisten in der Provinz Belutschistan zu unterstützen.
Bereits 1973 hatte der Schah erklärt, dass Iran keine sezessionistischen Bewegungen in Pakistan tolerieren würde. Gleichzeitig hatte er zu dieser Zeit angeblich erwogen, mittels Militärintervention die Monarchie in Afghanistan zu restaurieren.
Ab den 1960er Jahren wurde der Großteil der iranischen Armee von der sowjetischen Grenze in die Golfregion und an die westliche Grenze zum Irak verlegt und stark befestigte Militärstützpunkte im Westen und Süden Irans errichtet. Ab den 1970er Jahren verschärfte sich der Konflikt zwischen den beiden Ländern und 1974–75 kam zu vereinzelten, aber intensiven Gefechten zwischen den Streitkräften beider Länder um den Fluss Schatt al-Arab. Die Grenzgefechte endeten erst mit dem 1975 vereinbarten Abkommen von Algier, mit dem die Grenzstreitigkeiten zugunsten Irans als Gegenleistung für dessen Aufgabe der Unterstützung für kurdische Separatisten im Irak beigelegt wurden. Das Gros der iranischen Armee blieb weiterhin an der Grenze zum Irak stationiert und erhielt den Auftrag, die iranischen Ölfelder und die Schifffahrtsfreiheit am Persischen Golf zu verteidigen.

### Islamische Revolution und Umbenennung
Während der Jahre 1978/1979, als dass Land von massiven inneren Unruhen betroffen war, wurde die Anschaffung hochentwickelter Waffen stark reduziert.
Während der ersten Proteste im Januar und Februar 1978 bot die Regierung von Dschamschid Amusegar die Armee auf, um die staatliche Ordnung wiederherzustellen. Da es an richtiger Ausbildung und Ausrüstung im Umgang mit den Demonstranten fehlte, setzte die Armee übermäßige Gewalt ein, was zu Todesfällen führte und neue Demonstrationen und Ausschreitungen nach sich zog.
Die ab 1978 fortschreitende Verschlechterung der Sicherheits- und Wirtschaftslage durch immer zahlreichere Demonstrationen und größere Streiks von Staatsangestellten und Arbeitern der Ölindustrie veranlassten den Schah schließlich, am 7. September 1978 das Kriegsrecht auszurufen. Am nächsten Tag starben bei Ausschreitungen zwischen der Armee und Protestierenden rund 64 Demonstranten in Teheran. Dieses Ereignis, das als Schwarzer Freitag bekannt wurde, verschärfte die Lage in Iran nochmals.
Als Reaktion auf die eskalierende Gewalt und die sich zunehmend radikalisierte Opposition ernannte der Schah am 5. November 1978 eine Militärregierung unter General Gholam Reza Azhari, die mit der „Politik des offenen Raums“ einen versöhnlichen Ansatz gegenüber der Opposition verfolgte und Versuche hin zu einer politischen Liberalisierung unternahm (z. B. durften das Parlament über militärische Dekrete debattieren und diese ablehnen).
Die Krise spitzte sich im Dezember 1978 während des Monats Muharram zu. Während Millionen von Menschen an Massendemonstrationen in Teheran und im ganzen Land teilnahmen, kam es auch innerhalb der Armee zu ersten Aufständen und Desertionen: Am 11. Dezember 1978 töteten bei einem Angriff auf die Teheraner Lavizan-Kaserne Wehrpflichtige der Armee mehr als ein Dutzend Offiziere und verwundeten viele weitere. Dieser Vorfall löste Meutereien und Rebellionen anderswo aus, was die Armee dazu veranlasste, viele Einheiten in ihren Kasernen zu belassen.
Inmitten der wachsenden Instabilität und in einem letzten Versuch, die Opposition zu beschwichtigen, beauftragte der Schah den langjährigen Oppositionspolitiker Schapur Bachtiar am 4. Januar 1979 mit der Regierungsbildung. Auf Druck der neuen Regierung trat der bisherige Armeekommandeur und Kriegsrechtverwalter für Teheran, General Gholam Ali Oveissi gleich tags zurück. Oveissi hatte sich gegen die bevorstehende Abreise des Schahs ins Ausland und Zugeständnisse an die Opposition ausgesprochen. Sein Rücktritt untergrub den Rückhalt der Armee zum Schah weiter und verringerte die Aussichten, dass die Streitkräfte als Ganzes, nach dem sich abzeichnenden Ende der Monarchie eine aktive politische Rolle spielen könnten. Nachdem der Schah in seiner Abwesenheit einen Regentschaftsrat benannt hatte, verließ er Iran am 16. Januar 1979 in Richtung Ägypten. Die iranische Generalität, deren Oberbefehlshaber der Schah nominell noch immer war, war in der Frage des Umgangs mit der Regierung Bachtiar und der Opposition gespalten und blieb passiv. Sie verhinderte auch nicht die Rückkehr von Ruhollah Chomeini nach Teheran am 1. Februar 1979.
Am 5. Februar ernannte Chomeini eine provisorische Regierung unter der Führung von Mehdi Bāzargān. In der Auseinandersetzung der beiden Regierungen erklärte die Armee am 11. Februar 1979 ihre Neutralität und befahl den Soldaten in ihre Kasernen zurückzukehren. Die Neutralitätserklärung des Militärs übergab Chomeini und den Revolutionären die effektive Kontrolle über das Land: am nächsten Tag trat Bachtiar zurück und verließ das Land.
Mit der Referendum zur Staatsform am 30./31. März 1979 wurde in Iran die „Islamische Republik“ ausgerufen. Mit der damit verbundenen Außerkraftsetzung der alten Verfassung von 1906 wurden dem Schah auch de jure seine Kommandorechte entzogen. Sämtliche Insignien mit Bezug zur Monarchie sowie das Attribut „Kaiserlich“ wurden aus dem Armeenamen entfernt. Gleichzeitig kam es zu groß angelegten Säuberungsaktionen gegen vermeintliche und tatsächliche schahtreue Generäle und Soldaten.
Im Mai 1979 beschloss Chomeini mit Gründung der islamischen Revolutionsgarden (IRGC) ein Gegengewicht zum regulären Heer zu bilden, das trotz der Säuberungen des neuen Regimes noch zu Teilen schahtreu war. Der im Juli 1980 gescheiterte Putsch einiger jüngerer und mittlerer Offiziere der Elite-Fallschirmjägereinheiten in Zusammenarbeit mit säkular-nationalistischen Kräften bildete einen letzten Versuch dieser Kräfte, die Herrschaft des alten Regimes des Schah zu restaurieren. Dies bestätigte die Ansicht der islamistischen Regierung, dass das reguläre Militär weiterhin ein Zufluchtsort für regimekritische Kräfte bildete. Es folgten weitere Hinrichtungen und Säuberungen.
Am 24. Oktober 1979 verabschiedete die provisorische Regierung eine neue islamische Verfassung, die die Rolle von Chomeini als Oberbefehlshaber der Streitkräfte formalisierte.
Der Sturz des Schahs sowie die Massenexekutionen und -verhaftungen zahlreicher hochrangiger Generäle sowie die Desertionen großer Teile der Armee führten zu einer erheblichen Minderung der iranischen Schlagkraft. Nach der Revolution kam es in iranischen Randprovinzen wie Kordestān, West-Aserbaidschan und Chuzestan zu einer Reihe von Aufständen der lokalen Minderheiten. Bei der Niederschlagung dieser Revolten trat der desolate Zustand des Heeres und der restlichen Streitkräfte offen zu Tage. Die iranische Schwäche infolge der inneriranischen, revolutionären Auseinandersetzungen nutzte auch der irakische Diktator Saddam Hussein und begann im Juni 1980 den ersten Golfkrieg, der bis 1988 dauerte und ohne nennenswerte territoriale Veränderungen endete.

## Aufbau

### Kommandostruktur

#### Oberbefehl

Wappen des Kaiserlich Iranischen Kriegsministeriums

Der Schah war gemäß der Verfassung von 1906 Oberbefehlshaber sämtlicher Streitkräfte. Er führte in dieser Eigenschaft den Titel Bozorg Artešhdârân (Oberbefehlshaber). Die Kommandogewalt des Schahs umfasste neben der Führung des Oberbefehls auch das Treffen von sämtlichen wichtigen Entscheidungen bezüglich der Verteidigungsbedürfnisse des Iran.
Der Schah übte die operative Kontrolle des Heeres durch den Stab des Oberbefehlshabers aus, eine gemeinsame Organisation, die die Aktivitäten der drei Teilstreitkräfte (Heer, Marine und Luftwaffe) lose koordinierte. Die operative Kontrolle des Heeres wurde nominell durch den Chef des Stabes des Heeres ausgeübt, der im Rang eines Generals stand.
Der Stabschef des Schahs fungierte als dessen Stellvertreter im Kaiserlichen Oberkommando. Zu dessen Mitarbeitern gehörten ein stellvertretender Stabschef sowie Direktoren für Personal, Nachrichtendienste, Betrieb, Logistik, Pläne, Kommunikation und Steuerangelegenheiten. Obwohl der Stab innerhalb der Befehlskette lag, diente dieser dem Kaiser eher als Koordinierungsstelle als eigentlicher Kommandokörper.
Die Befehlskette umfasste neben dem Heeresstab untergeordnete Korpskommandanten, untergeordnete Divisionen und unabhängige Brigaden. Das Ground Forces Command übte die direkte Kontrolle über alle Heereseinheiten aus, die nicht zu den obigen Einheiten gehörten.

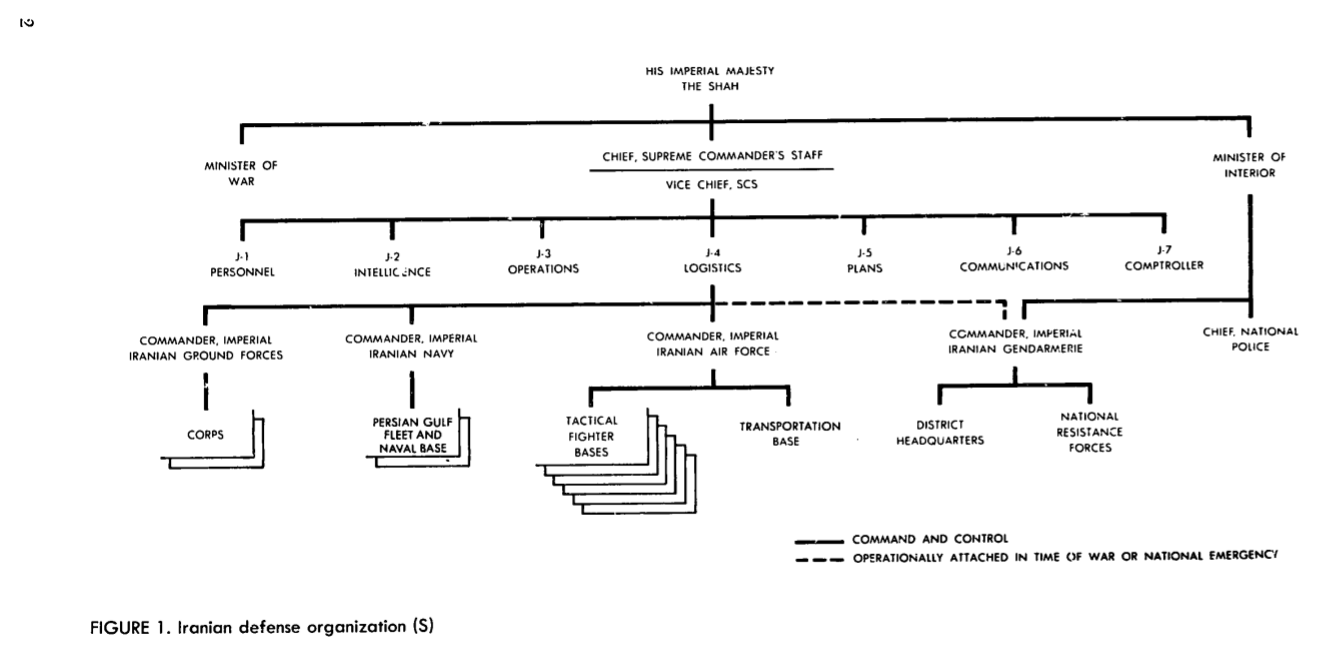
Organigramm der Kommandostruktur der Kaiserlich Iranischen Streitkräfte (1973)

#### Großes Kaiserliches Hauptquartier
Unter Reza Schah wurden die Kommandostruktur zentralisiert und 1925 ein einheitliches Hauptquartier mit Generalstab in Teheran geschaffen. Das Kaiserliche Hauptquartier wurde später von Mohammad Reza Pahlavi in „Großes Hauptquartier der Armee“ umbenannt. Es fungierte als strategische Kommandozentrale der Armee und später der Gesamtstreitkräfte, bildete aber weder eine eigene Behörde noch ein eigenes Gremium, vielmehr war es der Versammlungsort von Vertretern der höchsten militärischen und politischen Entscheidungsorgane.

### Gliederung
Reza Schah teilte die iranische Armee 1922 in fünf Divisionen auf, die je 10.000 Mann umfassten. Gleichzeitig wurden 5 Militärprovinzen geschaffen, die als Verantwortungsbereich für die jeweilige Division vorgesehen waren.
| Nr. | Division                     | Hauptquartier | Militärprovinz                                                                 |
| --- | ---------------------------- | ------------- | ------------------------------------------------------------------------------ |
| 1   | „Zentrale Division“          | Teheran       | Norden (Gilan, Māzandarān, Semnan, Teheran)                                    |
| 2   | „Nordwest-Division“          | Täbris        | Nordwesten (Aserbaidschan)                                                     |
| 3   | „Westliche Division“         | Hamadan       | Westen (Kordestān, Kermānschāh, Lorestan)                                      |
| 4   | „Südliche Division“          | Isfahan       | Süd-Südwesten (Fars, Chuzestan, Persische Golfküste, Sistan und Belutschistan) |
| 5   | „Fünfte Division“ (Chorasan) | Maschhad      | Nordosten (hauptsächlich Chorasan und Umgebung im Süden und Westen)            |

Mit der vorschreitenden Vergrößerung und Modernisierung der Armee entstanden neue Divisionen und das 1922 initiierte System der 5 Divisionen wurde aufgegeben, während die Militärprovinzen formal bestehen blieben.
Von der Ausgabe 1966–67 bis zur Ausgabe 1969–70 gab das International Institute for Strategic Studies die Stärke der IIGF mit einer Panzerdivision, sieben Infanteriedivisionen und einer unabhängigen Panzerbrigade an. In der Ausgabe von 1971 bis 1972 wurden zwei Panzerdivisionen, fünf Infanteriedivisionen, eine unabhängige Panzerbrigade und andere unabhängige Brigaden aufgelistet.
Ende 1977 wurden drei Armeekorps mit Sitz in Kermānschāh, Teheran und Schiras gebildet. Danach bestand die Armee aus drei Panzerdivisionen mit jeweils sechs Panzerbataillonen und fünf mechanisierten Infanteriebataillonen, vier Infanteriedivisionen, vier unabhängige Brigaden (zwei Infanteriebrigaden, eine in der Luft und eine Spezialeinheit) und dem Imperial Iranian Army Aviation Command. Hinzu kam die Kaiserliche Garde mit einer Infanteriedivision und einer unabhängigen Infanterie-Brigade.
| Name                                         | Hauptquartier/Zuständigkeit | Bemerkungen                  |
| -------------------------------------------- | --------------------------- | ---------------------------- |
| 16. Panzerdivision                           | Qazvin                      |                              |
| 81. Panzerdivision                           | Kermānschāh                 |                              |
| 92. Panzerdivision                           | Chuzestan                   |                              |
| 88. Panzerdivision                           | Sistan und Belutschistan    |                              |
| 1. Infanteriedivision der Kaiserlichen Garde | Ost-Aserbaidschan           |                              |
| 2. Division der Kaiserlichen Garde           | Ost-Aserbaidschan           |                              |
| 28. Infanteriedivision                       | Kordestān                   |                              |
| 30. Infanteriedivision                       | Golestan                    |                              |
| 64. Infanteriedivision                       | West-Aserbaidschan          |                              |
| 77. Infanteriedivision                       | Chorosan                    |                              |
| 84. Infanteriedivision                       | Lorestan                    |                              |
| 55. Luftlandebrigade                         | Fars                        | Division im Ersten Golfkrieg |
| 65. Luftlandebrigade                         | Teheran                     | Division im Ersten Golfkrieg |
| 23. Luftlandebrigade (NOHED)                 | Teheran                     | Division im Ersten Golfkrieg |
| 37. Panzerbrigade                            | Fars                        |                              |
| 11. Artillerietruppe                         | Ost-Aserbaidschan           |                              |
| 22. Artillerietruppe                         |                             |                              |
| 33. Artillerietruppe                         | Teheran                     |                              |
| 44. Artillerietruppe                         |                             |                              |
| 55 Artillerietruppe                          |                             |                              |
| 99. Flugabwehrtruppe                         |                             |                              |
| 4 HAWK-Flugabwehrraketen-Bataillone          |                             |                              |
| Special Forces Brigade                       | Teheran                     |                              |
| Quelle:                                      |                             |                              |

### Dienstgrade
|                          |                          |                                |                                |                                |                                |                             |                             |                      |                      |                                      |                                      |                     |                     |                        |                        |                                        |                                        |                                         |                                         |                                         |                                         |
| Arteshbod ارتشبد General | Arteshbod ارتشبد General | Sepahbod سپهبد Generalleutnant | Sepahbod سپهبد Generalleutnant | Sarlashgar سرلشگر Generalmajor | Sarlashgar سرلشگر Generalmajor | Sartip سرتیپ Brigadegeneral | Sartip سرتیپ Brigadegeneral | Sarhang سرهنگ Oberst | Sarhang سرهنگ Oberst | Sarhang Dovom سرهنگ دوم Oberleutnant | Sarhang Dovom سرهنگ دوم Oberleutnant | Sargord سرگرد Major | Sargord سرگرد Major | Sarvan سروان Hauptmann | Sarvan سروان Hauptmann | Setvan Yekom ستوان یکم erster Leutnant | Setvan Yekom ستوان یکم erster Leutnant | Setvan Dokom ستوان دوم zweiter Leutnant | Setvan Dokom ستوان دوم zweiter Leutnant | Setvan Sevom ستوان سوم dritter Leutnant | Setvan Sevom ستوان سوم dritter Leutnant |

### Wehrpflicht und Ausbildung

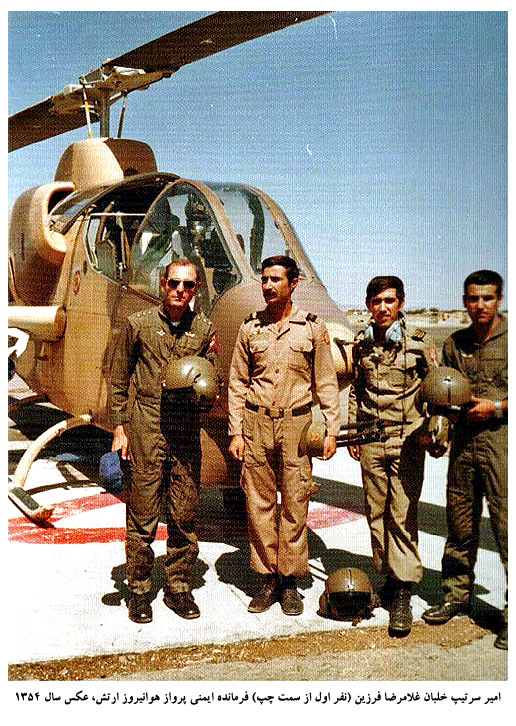
Piloten der Imperial Iranian Army Aviation mit General
Gholamreza Farzin

Die Kaiserlich Iranische Armee rekrutierte im Gegensatz zu ihren Rechtsvorgängern ihre Soldaten nicht nur aus einer ethnischen Gruppe oder Gesellschaftsschicht.
Das von den Kadscharen übernommene Wehrpflichtsystem, in dem jede Provinz aufgrund ihrer Anbaufläche selbst Wehrpflichtige rekrutierte und der Armee bereitstellte, erwies sich schnell als veraltet und ineffektiv zur Deckung des steigenden Personalbedarfs: bis 1926 konnte keine der fünf Divisionen der iranischen Armee ihre vorgesehene Stärke von 10.000 Mann erreichen.
1925 beschloss der Madschles die Einführung der Wehrpflicht für alle 21-jährigen Männer, die für zwei Jahre in den Aktivdienst und 25 Jahre in die Reserve treten sollten.  1938 wurde die Dienstzeit in den Reserven verkürzt, die Aufstiegsmöglichkeiten für Hochschulabsolventen sowie Abiturienten vereinfacht sowie die Befreiung der Geistlichen vom obligatorischen Wehrdienst aufgehoben.
Die Einführung der allgemeinen Wehrpflicht für alle männlichen Iraner war ein wichtiger Schritt auf dem Weg zur gesellschaftlichen-soziokulturellen Integration in die Gesellschaft, da diese Rekruten aus verschiedenen sozialen Klassen zusammenbrachte und zur Verbreitung der Alphabetisierung in den ländlichen Gebieten beitrug, da alle Soldaten während ihrer Militärdienstzeit Lesen und Schreiben erlernten.
Während die Ausbildung der Offiziere im Vergleich zu anderen Armeen umfangreich war und Beförderungen erst nach regelmäßigen Prüfungen und dem Vorweisen von außerordentlichen Leistungen erfolgte, war die Grundausbildung im Heer in der Praxis unzureichend: fehlende Kampferfahrung, Analphabetentum sowie mangelnde Erfahrung im Umgang mit modernem Kriegsgerät führten dazu, dass eine Vielzahl ausländischer Berater, Instruktoren und Techniker beigezogen werden musste.
Die Grundausbildung war in den letzten Jahren stark an jene der United States Army angelegt. Sie erfolgte im Verbund mit der lokalen Gendarmerie sowie Einheiten der Marine und Luftwaffe. Dem Ground Forces Command oblag die Verantwortung für die Ausbildung sämtlicher Bodenstreitkräfte. Die Grundausbildung organisierte sich über fünf Ausbildungs-, Übungs- und Qualifizierungszentren, in denen zuerst ein neunwöchiger Sprach-, Lese- und Schreibkurs zu besuchen war, bevor die eigentliche Kampfausbildung, welche wiederum ein 13- bis 17-wöchiges Grundkampftraining in der entsprechenden Waffengattung und eine 22-wöchige praktische Ausbildung umfasste, begann. Angehende Offiziere wurden gesondert geschult. Diese besuchten für 3 Jahre zunächst die Kaiserlich Iranische Militärakademie in Teheran und spezialisierten sich anschließend auf ihre Truppengattung.
Ein Teil des Offiziersstandes wurde im Ausland ausgebildet. Vor dem Zweiten Weltkrieg vor allem in Frankreich, später auch in den Vereinigten Staaten, dem Vereinigten Königreich, der BRD, Belgien, der Türkei und Pakistan (Stand 1971). Zwischen 1968 und 1972 entsendete Iran mehrmals Offiziersanwärter und Offiziere in die Sowjetunion.

### Budget
Bis 1930 wendete die iranische Regierung regelmäßig bis zu 50 Prozent des iranischen Bruttosozialprodukts für die Armee auf. Insgesamt wurden nach offiziellen Angaben zwischen 1921 und 1941 mehr als 33,5 Prozent der gesamten Staatseinnahmen, ausgenommen der Öleinnahmen, die eine separate Kategorie darstellten, für das Militär ausgegeben.
Die offiziellen Verteidigungsausgaben machten in den 1960er und 1970er Jahren den größten Teil der Staatsausgaben aus, obwohl viele militärische Projekte wie der Bau von Straßen, Flughäfen und Krankenhäusern oftmals in Kooperation mit anderen Ministerien realisiert wurden und das bereitgestellte Budget zusammengelegt wurde. Der Verteidigungsetat stieg von 1,160 Milliarden (8,2 % des BSP) auf 9,503 Milliarden US-Dollar (14,2 % des BSP) an, was eine 25-fache Steigerung der Militärausgaben in einem Jahrzehnt beutete. Der Anstieg der Verteidigungsausgaben ging mit einem Anstieg der Öleinnahmen einher. Von 1972 bis 1975, als die Ölpreise während der Ölkrise stark gestiegen war, verzehnfachten sich die Verteidigungsausgaben fast. Iran stieg zum größten Waffenimporteur der Welt auf. 1974 gab das Land allein 3 Milliarden US-Dollar für Waffenkäufe in den Vereinigten Staaten aus.
Von 1970 bis 1977 umfassten die offiziell budgetierten Militärausgaben Irans rund 46 Milliarden US-Dollar (siehe Darstellung unten). Hinzu kamen weitere, nicht budgetierte Rüstungskäufe.
| Jahr | Budget (in Mio. USD) |
| ---- | -------------------- |
| 1970 | 1.906                |
| 1971 | 1.810                |
| 1972 | 2.518                |
| 1973 | 3.467                |
| 1974 | 7.664                |
| 1975 | 9.731                |
| 1976 | 10.557               |
| 1977 | 8.573                |

| Jahr | Prozentsatz |
| ---- | ----------- |
| 1960 | 2,29 %      |
| 1961 | 2,35 %      |
| 1962 | 2,31 %      |
| 1963 | 2,59 %      |
| 1964 | 2,88 %      |
| 1965 | 3,25 %      |
| 1966 | 3,82 %      |
| 1967 | 4,46 %      |
| 1968 | 5,18 %      |
| 1969 | 5,97 %      |
| 1970 | 5,86 %      |
| 1971 | 3,05 %      |
| 1972 | 2,28 %      |
| 1973 | 1,86 %      |
| 1974 | 8,75 %      |
| 1975 | 12,07 %     |
| 1976 | 11,25 %     |
| 1977 | 10,19 %     |
| 1978 | 11,11 %     |
| 1979 | 5,80 %      |

### Uniformierung

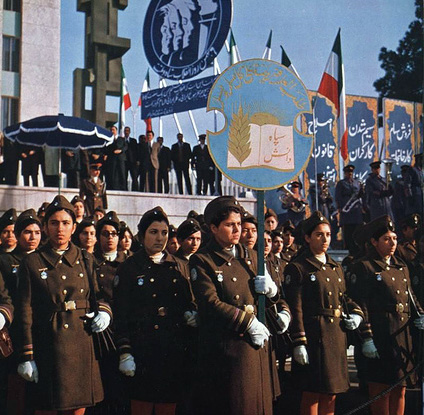
Frauen der Armee des Wissens in Uniform bei einer Parade, Teheran, 1965

Die Uniformen der Kaiserlichen Armee zeichneten sich durch den intensiven Gebrauch des damals nationalen Symbols in Form eines goldenen Löwen aus. Dieser wurde auf Knöpfen, als Gürtelschnalle und Mützenabzeichen verwendet.
Je nach Jahreszeit wechselte die Uniformfarbe: im Frühling und Sommer trugen Angehörige der Heeresstreitkräfte Khaki-farbene Uniformen, im Winter hingegen eine Wolluniform, die jedoch lediglich im Norden Anwendung fand. Die Winteruniform beinhaltete einen zusätzlichen Mantel. Für Militärparaden bestanden Sonderuniformen.
Die klassische (Sommer)uniform der Armee bestand aus einer kurzen Jacke mit Messingknöpfen, einer Hose ohne Bündchen, niedrig geschnittenen Schuhen, einem Ledergurt und einer Garnison- oder Feldmütze. Die Uniformierung änderte sich mit höherem Dienstrang nur leicht. Die Kaiserlich Iranischen Landstreitkräfte führten über 15 Armeeabzeichen für die verschiedenen Truppengattungen.

## Bewaffnung
Die iranischen Bodenstreitkräfte galten insbesondere in ihren letzten Jahren als eine gut ausgerüstete und mechanisierte Armee. Sie wurden als die am besten aufgestellte Teilstreitkraft der iranischen Streitkräfte sowie als eine der am bestgerüsteten und am schwersten bewaffneten Bodenstreitkräfte der Welt beschrieben.
| Waffenart               | Modelle                                                                             | Bestand         | Bestellt        |
| ----------------------- | ----------------------------------------------------------------------------------- | --------------- | --------------- |
| Panzer                  | Chieftain                                                                           | 760             | 1220            |
| Panzer                  | M47, M48                                                                            | 400             | 0               |
| Panzer                  | M60A1                                                                               | 460             | 0               |
| Panzer                  | Scorpion                                                                            | 250             | 110             |
| Transportpanzer         | M113, BTR-50, BTR-60                                                                | 2000            | 0               |
| Transportpanzer         | BMP-1                                                                               | 0               | nicht verfügbar |
| Haubitzen, Kanonen      | M116, M101, M1954, M114, M107, M115                                                 | 650             | 0               |
| Rückstoßfreie Geschütze | 105-mm M40                                                                          | nicht verfügbar | 0               |
| Raketenwerfer           | BM-21                                                                               | 64              | 0               |
| Flugabwehr              | 23-mm-Flugabwehrkanone SU-23, GDF-001, 40-mm-Bofors-Geschütz, S-60, 85-mm-Flak 52-K | 650             | 0               |
| Flugabwehr              | ZSU-23-4                                                                            | 0               | nicht verfügbar |
| Panzerabwehrlenkwaffen  | ENTAC, AGM-22, AS.12, M47 Dragon                                                    | unbekannt       | 0               |
| Panzerabwehrlenkwaffen  | ASU-85                                                                              | 0               | unbekannt       |
| Starrflügler            | Cessna 185                                                                          | 45              | 0               |
| Starrflügler            | Cessna O-2                                                                          | 10              | 0               |
| Starrflügler            | Cessna 310                                                                          | 6               | 0               |
| Starrflügler            | Shrike Commander                                                                    | 5               | 0               |
| Starrflügler            | Fokker F-27                                                                         | 3               | 0               |
| Kampfhubschrauber       | Bell AH-1J                                                                          | 202             | 0               |
| Kampfhubschrauber       | Bell 214-A                                                                          | 293             | 0               |
| Kampfhubschrauber       | Kaman HH-43                                                                         | 20              | 0               |
| Kampfhubschrauber       | Agusta-Bell 205A                                                                    | 93              | 0               |
| Kampfhubschrauber       | CH-47C                                                                              | 90              | 0               |

## Militärstrategische und gesellschaftliche Bedeutung
Bei ihrer Gründung bzw. Umbenennung 1922 bildete die Kaiserliche Armee die Hauptvoraussetzung für die Aufbau eines modernen Staatswesens, indem sie es ermöglichte, den Einsatz von Gewalt in der Hand des Staates zu monopolisieren und die fremde Truppenpräsenz auf iranischem Boden zu beenden. Sie bildete die erste vereinte iranische Armee in der Neuzeit.
Die Armee hielt den Staat durch Gewalt durchgreifender zusammen als Formen politischer Sozialisation. Angesichts der Existenz von bewaffneten und großen Stammeskräften schien es kaum Alternativen zur Anwendung von Waffengewalt zu geben, um einen unitarischen und zentralistischen Staat nach westlichem Vorbild aufzubauen. Reza Schah setzte die Armee daher unter anderem zur Sesshaftmachung einheimischer Stämme sowie zur Unterdrückung lokaler Autonomiebewegungen ein. Unter seiner Herrschaft wurde ein Großteil der modernen Industrie, die Kommunikationsnetze und die Bildung auf die Bedürfnisse des Militärs ausgerichtet. Die Armee durchdrang alle Aspekte des sozialen Lebens, weswegen ihr in der iranischen Bevölkerung allgemein erhebliche Skepsis entgegengebracht wurde, da es sich nach Auffassung vieler Iraner um ein Instrument zur Aufrechterhaltung eines diktatorischen Regimes handelte. Das iranische Parlament schränkte die Kommandogewalt des Schah erst 1946 teilweise ein, in dem es dessen finanzielle Mittel beschränkte.
Die Armee und später die gesamten Streitkräfte boten aber die Möglichkeit eines schnellen und sicheren sozialen Aufstiegs an. Als solche zogen sie die vor allem Angehörige unterer Gesellschaftsschichten an, die auf die soziale und finanzielle Sicherheit des Militärs angewiesen waren. Im Gegensatz zur Luftwaffe oder Marine, wo die Aufnahme schwieriger war, bot das Heer eine Vielzahl von Aufstiegschancen und diverse soziale Vergünstigungen und Vorteile an.
Die Möglichkeiten, die Karrieren im zivilen Sektor boten, untergruben – insbesondere in den letzten Herrschaftsjahren der Pahlavis – die Attraktivität des Militärs zunehmend. Die niedrige Lohnskala für Personen unter dem Rang eines Obersts und die strenge Disziplin reduzierten die Attraktivität der Armee als Arbeitgeber weiter. Bereits in den 1960er Jahren war es hauptsächlich die untere Mittelschicht, deren Angehörige sich als Offizierskadetten einschrieben. In den 1970er Jahren wuchs die soziale Kluft zwischen Militär und der iranischen Oberschicht erheblich.
Während hochrangige Offiziere nach und nach in die herrschende Klasse integriert werden konnten, war dies der Großteil des Offizierskorps nicht. Insbesondere die Wehrpflichtigen erfüllten nur geringfügige Aufgaben und erhielten einen dürftigen Sold. Infolgedessen war die Loyalität des Militärs gegenüber dem Schah-Regime auf lange Sicht fraglich.
Obwohl die Armee primär die innere Stabilität gewährleisten sollte, kam ihr mit ihrer Aufrüstung auch außenpolitisch eine Rolle zu: 1937 wurde auf 5 Jahre der Saadabad-Pakt zwischen Iran, Afghanistan, der Türkei sowie dem Irak abgeschlossenen, der den Signatarmächten gegenseitigen Schutz zusicherte und sich diese verpflichteten, sich nicht in die inneren Angelegenheiten der anderen Staaten einzumischen. Der Saadabad-Pakt bildete ein erster Versuch der Schaffung einer „orientalischen“ Sicherheitsarchitektur.
1939 schloss Reza Pahlavi mit der arrangierten Ehe seines Sohnes mit der ägyptischen Prinzessin Fausia, Schwester des ägyptischen Königs Faruq eine strategische Allianz mit dem ägyptischen Königshaus und dem Königreich Ägypten, das damals allgemein als mächtigstes Land in der Region galt, ab.
Unter Schah Mohammad Reza Pahlavi trat Iran nach der Konsolidierung seiner Macht infolge der Operation Ajax und dem Rückzug der europäischen Kolonialmächte zunehmend als regionale Hegemonialmacht auf, die teilweise eine aggressive Außenpolitik verfolgte und die Armee auch exterritorial einsetzte.
Auch in den geostrategischen Überlegungen der USA wurde Iran im Kalten Krieg eine Rolle als regionale Ordnungsmacht zugebilligt, die einen Angriff der Sowjetunion hätte standhalten können und für Stabilität in einem Gebiet, das de facto vom östlichen Mittelmeer über Ostafrika bis nach Indien reichte, sorgen sollte. Für den Schah bedeutete dies einen erheblichen Einflussgewinn, förderte aber auch die Spannungen mit den angrenzenden Golfmonarchien, dem Irak unter Saddam Hussein sowie mit Indien.